# Slemjordtunga
Slemjordtunga (Geoglossum glutinosum) är en svampart som beskrevs av Pers. 1796. Slemjordtunga ingår i släktet Geoglossum och familjen Geoglossaceae.  Arten är reproducerande i Sverige. Inga underarter finns listade i Catalogue of Life.